# Carson City (Michigan)
Carson City is een plaats (city) in de Amerikaanse staat Michigan, en valt bestuurlijk gezien onder Montcalm County.

## Demografie
Bij de volkstelling in 2000 werd het aantal inwoners vastgesteld op 1190.
In 2006 is het aantal inwoners door het United States Census Bureau geschat op 1208, een stijging van 18 (1,5%).

## Geografie
Volgens het United States Census Bureau beslaat de plaats een oppervlakte van
1,8 km², geheel bestaande uit land. Carson City ligt op ongeveer 232 m boven zeeniveau.

## Geboren
- Daniel Henney (28 november 1979), acteur en model

## Plaatsen in de nabije omgeving
De onderstaande figuur toont nabijgelegen plaatsen in een straal van 20 km rond Carson City.